# Augusta Madalena de Hesse-Darmstadt
Augusta Madalena de Hesse-Darmstadt (Darmstadt, 6 de março de 1657 - Darmstadt, 1º de setembro de 1674) foi uma nobre e poeta alemã.

## Família
Madalena Sibila era a quinta filha do conde Luís VI de Hesse-Darmstadt e da duquesa Maria Isabel de Holstein-Gottorp. Os seus avós paternos eram o conde Jorge II de Hesse-Darmstadt e a princesa Sofia Leonor da Saxónia. Os seus avós maternos eram o duque Frederico III de Holstein-Gottorp e a princesa Maria Isabel da Saxónia.

## Vida
Tal como o pai e a irmã Madalena Sibila, Augusta Madalena era uma escritora activa. Traduziu o Salmo de David para alemão e escreveu uma colectânea de poemas chamada "A Porta". Morreu com apenas dezassete anos e foi enterrada na igreja da cidade de Darmstadt.